# Rhyacophila bilobata
Rhyacophila bilobata là một loài Trichoptera trong họ Rhyacophilidae. Chúng phân bố ở miền Cổ bắc.